# Oostduinkerke

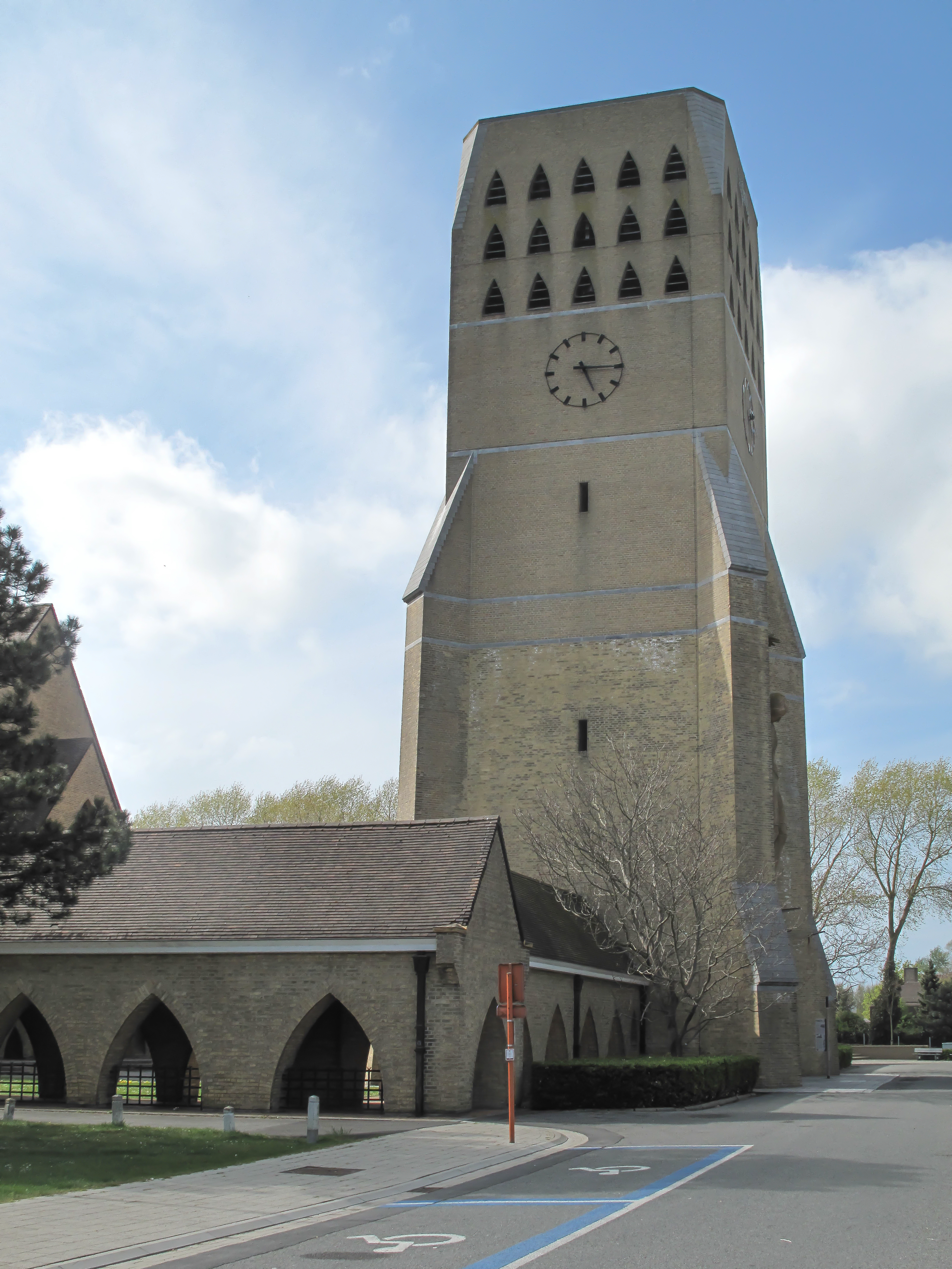
Oostduinkerke, la iglesia: parochiekerk Sint Niklaas

Oostduinkerke es una localidad de Bélgica, dentro del municipio de Koksijde. Está situada junto al Mar del Norte y su nombre puede traducirse como "Iglesia de las dunas orientales". Es un pueblo que siempre ha vivido de la pesca, todavía hoy podemos encontrar pescadores a caballo en busca de camarones, una práctica única en el mundo.
Cada año se celebra una marcha de los camarones en el pueblo, y también hay un museo del pescado en el centro. 
Oostduinkerke contiene además la playa más larga de Bélgica. Otros lugares de interés del pueblo son:
- El museo nacional del pescado, que ha sido renovado en 2008 y que incluye una casa de pescadores típica, con ventanas verdes, piedras pintadas en blanco y techos con tejas en terracota.
- La iglesia de San Nicolás, que data de los años 1950
- La Capilla estival o la Capilla de María y detrás de ella la casa La Belvédère del famoso arquitecto Gaston Lejeune.
- El viejo ayuntamiento, que actualmente sirve como oficina de turismo
- El museo Florishof, donde podemos mirar artesanía y objetos antiguos.